# Nikołaj Kurtew
Nikołaj Goszew Kurtew (bułg. Николай Гошев Куртев; ur. 22 sierpnia 1985) – bułgarski zapaśnik startujący w stylu wolnym. Zajął trzynaste miejsce na mistrzostwach świata w 2009. Brązowy medalista mistrzostw Europy w 2016. Dwunasty w Pucharze świata w 2011 i trzynasty w 2013. Drugi na akademickich MŚ w 2010 i trzeci w 2008 roku.